# ゴールデン・ゲーテ・メダル
ゴールデン・ゲーテ・メダル（Die Goldene Goethe-Medaille）は、1885年にワイマールに設立されたゲーテ協会が、ヨハン・ヴォルフガング・フォン・ゲーテの生涯、作品、影響を研究し伝承する上で特に功績のあった個人に不定期に贈呈する栄誉で、1910年に始められた。ゲーテ協会理事会の決議により、理事長からの贈呈式は公開の場で行われている。ゴールデン・ゲーテ・メダルはゲーテ協会の最高の栄誉である。メダルは2017年に没したヘルムート・ケーニヒ（メダル製作者）が何十年も作成していた。

## ゲーテに関わるその他の栄誉
ゴールデン・ゲーテ・メダルは、芸術と科学のゲーテ・メダル、ゲーテ・インスティテュートのゲーテ・メダル、フランクフルト・アム・マイン市のゲーテ賞、フランクフルト・アム・マイン市のゲーテの盾、ヘッセン州のゲーテの盾等とは別のものである。

## メダル受賞者（抜粋）
- 1942年: エドゥアルト・シュプランガー（教育学者、哲学者、心理学者）
- 1991年: ヴォルフ・フォン・エンゲルハート（地質学者、鉱物学者）
- 2001年: ダニエル・バレンボイム（ピアニスト、指揮者）
- 2003年: 木村直司（ドイツ文学者）[4]
- 2007年: マンフレート・アイゲン（生物物理学者）
- 2009年: ディートリヒ・フィッシャー＝ディースカウ（バリトン歌手、指揮者、教育者）